# Enrico Cialdini
Enrico Cialdini (Castelvetro di Modena, 8 de agosto de 1811 - Livorno, 8 de septiembre de 1892) fue un general y político italiano que participó en la Unificación italiana.

## Biografía
El 29 de agosto de 1862, dirige las tropas regulares en contra de los voluntarios dirigidos por Garibaldi en el Sur de Italia, venciendo en Aspromonte en un combate muy desigual a su favor por su superioridad numérica y material, escribiendo aun así en sus notas que fue una "dura batalla".
En 1863 el recién creado gobierno italiano le dio poderes especiales para sofocar las revoluciones separatistas del sur de Italia que luchaban por la independencia del Reino de las Dos Sicilias. Cialdini instauró la ley marcial sobre la población y se produjo el genocidio más grande de la historia italiana, donde murieron más de 70.000 personas.
- Datos: Q697867
- Multimedia: Enrico Cialdini / Q697867